# Nepal i olympiska sommarspelen 1976
Nepal deltog i de olympiska sommarspelen 1976 med en trupp bestående av en deltagare, Baikuntha Manandhar, som deltog i maratonloppet. Han slutade på 50:e plats.

## Friidrott
Herrarnas maraton
- Baikuntha Manandhar
  - Final — 2:30:07 (→ 50:e plats)